# Григорьев, Валерий Васильевич
Вале́рий Васи́льевич Григо́рьев (род. 16 июня 1953, Россия, Республика Калмыкия, Элиста) — российский военный лётчик, полковник, заслуженный военный лётчик Российской Федерации , командовал 764 Истребительным авиационным полком, квалификация - летчик-снайпер.
C 2010 по 2012 занимал должность генерального директора компании Пермские авиалинии (на сегодняшний день ОАО "Международный аэропорт Пермь", оператор аэропорта Большое Савино, г Пермь ) .
В начале февраля 2015 г. издал автобиографическую книгу «Обречены на подвиг. Книга первая».